# 阿尔库什 (孔迪镇)
阿尔库什是葡萄牙波尔图区的一个堂区。总面积5.39平方公里，总人口869人，人口密度161.2人/平方公里。